# Vintilänkaira
Vintilänkaira este o arie protejată (arie specială de conservare — SAC, sit de importanță comunitară — SCI) din Finlanda întinsă pe o suprafață de 20.076 ha, integral pe uscat.

## Localizare
Centrul sitului Vintilänkaira este situat la coordonatele 67°38′59″N 28°03′02″E / 67.6497°N 28.0506°E.

## Înființare
Situl Vintilänkaira a fost declarat sit de importanță comunitară în august 1998 pentru a proteja 1 specie de plante și 1 specie de animale. Situl a fost protejat și ca arie specială de conservare în aprilie 2015.

## Biodiversitate
Situată în ecoregiunea boreală, aria protejată conține 9 habitate naturale: Râuri naturale fino-scandinave, Cursuri de apă de la nivel de câmpie la nivel montan, cu vegetație Ranunculion fluitantis și Callitricho-Batrachion, Mlaștini turboase de tranziție și turbării mișcătoare, Izvoare fino-scandinave și mlaștini produse de izvoare bogate în minerale, Mlaștini alcaline, Turbării Aapa, Taiga vestică, Păduri nordice subalpine/subarctice cu Betula pubescens ssp. czerepanovii, Mlaștini împădurite.
La baza desemnării sitului se află mai multe specii protejate:
- plante (1): Ranunculus lapponicus
- mamifere (1): vidră de râu (Lutra lutra)

Pe lângă speciile protejate, pe teritoriul sitului au mai fost identificate 4 specii de păsări, 1 specie de mamifere, 8 specii de pești.